# Велко Йотов
Велко Николаєв Йотов (болг. Велко Николаев Йотов, нар. 26 серпня 1970, Софія) — болгарський футболіст, що грав на позиції нападника. Відомий за виступами в болгарському клубі «Левскі», іспанському «Еспаньйолі», та аргентинський «Ньюеллс Олд Бойз», а також у складі національної збірної Болгарії. Дворазовий володар Кубка Болгарії, чемпіон Болгарії. Почесний громадянин Софії.

## Клубна кар'єра
Велко Йотов народився в Софії. У дорослому футболі дебютував у 1988 році виступами за команду «Левскі», в якій грав до 1993 року, та зіграв 113 матчів чемпіонату країни. У складі софійського клубу Йотов ставав чемпіон Болгарії та двічі ставав володарем Кубка Болгарії.
У 1993 році болгарський футболіст став гравцем іспанського клубу «Еспаньйол», в якому грав до 1995 року. У 1995 році Йотов став гравцем аргентинського клубу «Ньюеллс Олд Бойз» з Росаріо. У складі «Ньюеллс Олд Бойз» Йотов був одним з головних бомбардирів команди, відзначившись 35 забитими голами в 135 проведених матчах. У складі аргентинського клубу болгарський нападник грав до 1999 року.
У другій половині 1999 року Велко Йотов грав на батьківщині в складі команди «Олімпік» (Тетевен), яка вийшла на той час до найвищого болгарського дивізіону. Утім вже за півроку, на початку 2000 року, Йотов став гравцем американського клубу «Чарлстон Беттері», а на початку 2002 року перейшов до іншого американського клубу «Атланта Сільвербекс», у складі якого завершив виступи на футбольних полях у 2005 році.

## Виступи за збірну
У 1991 році Велко Йотов дебютував у складі національної збірної Болгарії. Був у складі збірної на чемпіонату світу 1994 року у США, проте на поле не виходив. У складі збірної грав до 1995 року, провів у її формі 7 матчів, забивши 1 гол.

## Титули і досягнення
- Володар Кубка Болгарії (2):

«Левскі»: 1990–1991, 1991–1992
- Чемпіон Болгарії (1):

«Левскі»: 1992–1993